# Jerzy Kosiński (modelarz)

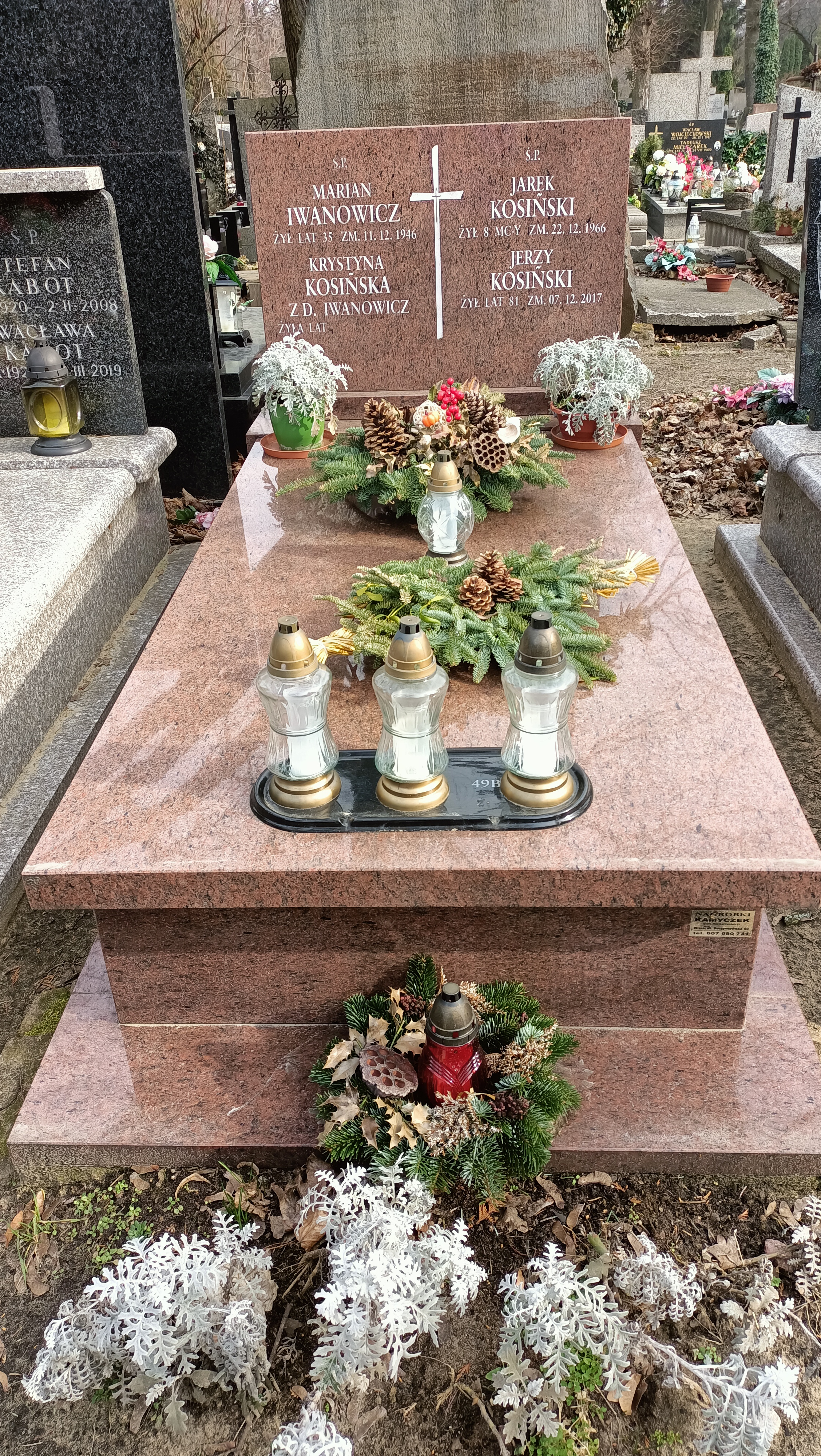
Grób modelarza Jerzego Kosińskiego na cmentarzu Bródnowskim w Warszawie

Jerzy Jan Kosiński (ur. 19 kwietnia 1936 w Warszawie, zm. 7 grudnia 2017 tamże) – modelarz, konstruktor modeli latających, instruktor, trener, sędzia polskiego oraz międzynarodowego  modelarstwa sportowego Międzynarodowej Federacji Lotniczej(FAI).

## Życiorys
Od najmłodszych lat interesował się modelarstwem, pierwsze modele budował będąc uczniem szkoły podstawowej. Będąc uczniem Technikum Mechanicznego Nr. 1 w Warszawie rozwija swoje zdolności modelarskie w modelarni w Domu Kultury na warszawskim osiedlu Koło. Pod kierunkiem instruktora Władysława Żułkowskiego budował pierwsze modele szkolne oraz następne bardziej zaawansowane modele wyczynowe.
Po raz pierwszy jako zawodnik brał udział w zawodach modelarskich w 1951 roku podczas  XVI Ogólnopolskich Zawodów Modeli Latających na lotnisku w Kobylnicy Aeroklubu Poznańskiego. Od 1960 roku pracował w Centralnym Ośrodku Modelarstwa Lotniczego Aeroklubu PRL gdzie budował i zaprojektował wiele modeli samolotów i szybowców szkolnych i wyczynowych.
W 1961 r. w Niemczech jako zawodnik zdobył tytuły: indywidualny wicemistrz świata i drużynowy mistrz świata w klasie modeli F1B. 
Po sukcesach i doświadczeniach w klasie modeli F1B zainteresował się modelami zdalnie sterowanymi akrobacyjnymi w klasie F3A, w tej klasie budował modele samolotów akrobacyjnych które startowały w zawodach modelarskich. 
Następną pracę podjął w Aeroklubie Warszawskim na stanowisku kierownika Sekcji Modelarstwa, propagował budowanie modeli samolotów przez dzieci i młodzież i organizował zawody modelarskie. W 1969 roku zorganizował zawody lotnicze dla początkujących modelarzy  „Młodzi Modelarze-Lotnicy na Start". Jako zawodnik w klasie modeli akrobacyjnych startował na zawodach krajowych i międzynarodowych. W Polsce był w czołówce modelarzy sportowych, 1971 roku ustanowił rekord Polski, modelem zdalnie sterowanym wykonał lot trwający 4 godziny 20 minut.
W 1979 roku na Międzynarodowych Mistrzostwach Państw Socjalistycznych Modeli Latających w Bułgarii
wywalczył 6 indywidualne miejsce w klasie F3A i w przyczynił się do  zdobycia 1. miejsca dla Polski w  klasyfikacji zespołowej
.
Podnosił swoje kwalifikacje, zdobył uprawnienia instruktora modelarstwa lotniczego klasy „S”, został trenerem klasy II oraz sędzią międzynarodowym FAI
w kategorii F3A, pisał artykuły w modelarskim miesięczniku „Modelarz”.
Na Mistrzostwach Świata Latających Makiet Samolotów odbywających się pod patronatem FAI w  Polsce w 1990 roku był organizatorem i szefem technicznym zawodów. 
Doświadczenie w konstruowaniu i budowie modeli samolotów zdobyte przez Kosińskiego zostało wykorzystane przez Ludowe Wojsko Polskie, jako ekspert uczestniczył w projektowaniu i budowie  celów powietrznych dla Wojska Obrony Powietrznej Kraju oraz wyszkolił około 1000 wojskowych operatorów zdalnie sterowanych celów powietrznych. Za 20-to letnią współpracę z wojskiem na rzecz obronności kraju został odznaczony przez ministra obrony narodowej Złotym Medalem za Zasługi dla Obronności Kraju.
Za wybitne osiągnięcia na rzecz rozwoju i upowszechniania polskiego modelarstwa, za działalność: sportową, organizacyjną, publicystyczną i techniczną  Aeroklub Polski odznaczył Jerzego Kosińskiego medalami oraz wyróżnił prestiżowymi dyplomami. Mimo podeszłego wieku nadal interesował się modelarstwem, nadal uczestniczył w wydarzeniach związanych z lotnictwem, 20 maja 2016 roku na lotnisku Chrcynno na Mistrzostwach Aeroklubu Warszawskiego   „Młodzi Modelarze-Lotnicy na Start” był gościem honorowym zawodów modelarskich których był inicjatorem w 1969 roku.
Jerzy Kosiński zmarł nagle 7 grudnia 2017, pochowany został na Cmentarzu Bródnowskim w Warszawie (kwatera 49B-6-28).

## Osiągnięcia sportowe
W swojej karierze modelarstwa sportowego Jerzy Kosiński zdobył medale:  18 złotych, 15 srebrnych i 9 brązowych, był wielokrotnym Mistrzem Polski, Mistrzem Świata.
Najważniejsze zawody modelarskie:
- Mistrz Polski, XXV Mistrzostwa Polski Modeli Latających w Gnieźnie w kategorii F1B (1960)[7],
- Mistrz Świata w RFN Jerzy Kosiński II miejsce, I miejsce drużynowe dla polskiej reprezentacji w klasie F1B (1961)[8]
- Wicemistrz Świata, indywidualny w klasie F1B,
- VII Hydro-Jugo-Cup, Jugosławii II miejsce, kategoria F1B (1962)
- VIII Hydro-Jugo-Cup w Jugosławii III miejsce, kategoria F1B (1963)
- XXVIII Mistrzostwa Polski Modeli Latających we Włocławku I miejsce w kategorii F1B (1963)[9]
- Mistrz Polski w klasie F1B,  XXXI Mistrzostwa Polski Modeli Latających w Częstochowie (1966)[10],
- Mistrz Polski w klasie F1B w Krośnie (1967)
- Ogólnopolskie Zawody Wodnosamolotów w Rewie I miejsce kategoria F1B (1967)
- Indywidualne 6. miejsce, zespołowe 1. miejsce w Mistrzostwach Państw Socjalistycznych w Bułgarii,
- Międzynarodowe Zawody F1B w Moskwie III miejsce (1969)
- XXXVIII Mistrzostwa Polski Modeli Latających w Lesznie, I miejsce w kategorii seniorów modeli z napędem gumowym F1B, w   Gdańsku w kategorii F1A I miejsce (1973)
- Zdobywca Pucharu Polski w klasie modeli akrobacyjnych F3A (1994)

Rekordy Polski:
- rekord wysokości-1450m, kategoria F1C model z napędem mechanicznym (1963)
- rekord długotrwałości lotu 1 h 18 minut w kategorii F1B, modele samolotów swobodnie latające z napędem gumowym (1963),
- rekord  długotrwałości lotu wodnosamolotu w kategorii  F3A 1h 15s (1970)
- rekord długotrwałości lotu - 4 h 20 min 42 s -kategoria F3A - modele latające zdalnie sterowane samolotów z silnikiem tłokowym (1971r.)[11].

## Odznaczenia i wyróżnienia
- Zasłużony Działacz Lotnictwa Sportowego (1970)
- Złoty Medal Aeroklubu Polskiego
- Złoty Medal za Zasługi Obronności Kraju
- Złota Odznaka Modelarza Lotniczego z trzema diamentami[12]
- Medal za Wybitne Osiągnięcia Sportowe
- Dyplom im. Czesława Tańskiego
- Dyplom im. Jerzego Ostrowskiego
- Członek Honorowy Aeroklubu Warszawskiego
- Zasłużony Mistrz Sportu (Nr.2784)[13],[14].